# The Raspberry Reich
Pour plus de détails, voir Fiche technique et Distribution.
The Raspberry Reich est un film allemand et canadien réalisé par Bruce LaBruce, sorti en 2004. Il contient des scènes pornographiques, mais est davantage une satire de l'activisme d'extrême gauche et « queer ».

## Fiche technique
- Titre : The Raspberry Reich
- Réalisation : Bruce LaBruce
- Scénario : Bruce LaBruce et Saniul Alom Sun
- Photographie : James Carman
- Montage : Jörn Hartmann
- Production : Jürgen Brüning
- Société de production : Jürgen Brüning Filmproduktion
- Pays :  Allemagne et  Canada
- Genre : Comédie dramatique
- Durée : 90 minutes
- Dates de sortie : 
  -  Allemagne : 1er avril 2004

## Distribution
- Susanne Sachße : Gudrun
- Daniel Bätscher : Holger
- Andreas Rupprecht : Patrick
- Dean Stathis : Andreas
- Stephan Dilschneider : un voisin
- Ulrike Schirm : une voisine